# Cuchilla (geometría)

El centro de Spieker, centro de las cuchillas de un triángulo

En geometría, una cuchilla (traducción literal del término inglés cleaver) de un triángulo, es un segmento que biseca el perímetro del triángulo y tiene uno de sus extremos en el punto medio de uno de los tres lados.
- Cada cuchilla es paralela a una de las bisectrices del triángulo.[1]
- Las tres cuchillas concurren en el centro de la circunferencia de Spieker.